# Germanwings
Germanwings (IATA-kode: 4U, ICAO-kode: GWI) var et lavpris-flyselskab med hovedsæde i Köln, Tyskland. Selskabet blev etableret i 1997 og fløj til mere end 66 destinationer i Europa. Dets primære hub var Flughafen Köln/Bonn og de sekundære Flughafen Stuttgart, Berlin-Schönefeld International Airport, Flughafen Hannover og Dortmund Airport.
Germanwings blev etableret under navnet Eurowings og fik sit nuværende navn i oktober 2002. Selskabet ejes af Eurowings, som Lufthansa kontrollerer og ejer 49 procent af. Dets primære konkurrenter er de øvrige lavprisoperatører Ryanair, easyJet og Air Berlin.

## Flyflåde
Per marts måned 2015 bestod selskabets flyflåde af følgende fly med en gennemsnitlig alder på 9,2 år: